# Lewis Heath
Lewis Macclesfield Heath (1885-1954), est un officier général britannique de la Seconde Guerre mondiale (lieutenant-general ou général d'armée).
Nommé dans l'Armée indienne à la sortie de Sandhurst, il commanda en 1936 la Brigade Wana. En 1939-1940, il commandait le district du Deccan en Inde.
Après quelques succès à la tête de la 5e division d'infanterie indienne durant la Campagne d'Afrique de l'Est, Heath fut nommé commandant du IIIe corps indien durant la Bataille de Malaisie de décembre 1941.
Il ne parvint pas à arrêter l'avancée japonaise et entra en conflit avec son supérieur, le lieutenant-général Arthur Percival. Il fut capturé durant la Bataille de Singapour et resta en captivité jusqu'en 1945.
Il prit sa retraite en 1946.

## Distinctions
- Chevalier commandeur de l'Ordre de l'Empire britannique (KBE - 1941)
- Compagnon de l'Ordre du Bain (CB - 1939)
- Ordre de l'Empire des Indes (Order of the Indian Empire) (CIE - 1921)
- Compagnon du Distinguished Service Order (DSO - 1933)
- Military Cross (MC - 1916)